# 마르키뉴스 트라드
마르키뉴스 트라드(브라질 포르투갈어: Marquinhos Trad)라는 별칭으로도 알려져 있는 마르쿠스 마르셀루 트라드(브라질 포르투갈어: Marcos Marcello Trad, 1964년 8월 28일 ~ )는 브라질의 변호사이자 정치인이다. 현재 캄푸그란지시의 시장이다.

## 생애
네우송 트라드(Nelson Trad) 전 의원의 아들이다. 리우데자네이루 연방 대학교(UFRJ)에서 법학을 전공했다.
변호사로서 그는 브라질 변호사 협회의 마투그로수두술주에 있는 법률 사무소에 상담원으로 입사한 후 윤리, 징계위원회 의장을 맡았다. 주 스포츠 법원 (TJD-MS)의 회원이자 주재 역할을 맡았다.